# Rengeteg
Albums de Thy Catafalque
Róka Hasa Rádió
(2009) Sgùrr
(2015)
Rengeteg est le cinquième album du groupe de metal avant-gardiste hongrois Thy Catafalque, publié le 11 novembre 2011 en Europe et le 10 janvier 2012 aux États-Unis, par Season Of Mist.

## Liste des chansons
Toutes les chansons sont écrites et composées par Tamás Kátai.
| No  | Titre                  | Durée |
| --- | ---------------------- | ----- |
| 1.  | Fekete mezők           | 9:20  |
| 2.  | Kel keleti szél        | 3:58  |
| 3.  | Trilobita              | 3:52  |
| 4.  | Kő koppan              | 4:38  |
| 5.  | Vashegyek              | 14:09 |
| 6.  | Holdkomp               | 5:45  |
| 7.  | Kék ingem lobogó       | 3:51  |
| 8.  | Az eső, az eső, az eső | 5:23  |
| 9.  | Tar gallyak végül      | 3:47  |
| 10. | Minden test fű         | 5:11  |